# Championnat d'Espagne masculin de basket-ball
Pour les articles homonymes, voir ACB.
La Liga ACB (Asociación de Clubs de Baloncesto), rebaptisée Liga Endesa en 2011 à la suite d'un partenariat avec une entreprise spécialisée dans la production et la distribution d'énergie, est le plus haut échelon du Championnat d'Espagne de basket-ball, le seul qui n'est pas administré par la fédération espagnole. Créée en 1983, la Liga ACB prend la suite de la Ligue espagnole de basket (1957-1983).
C'est l'une des meilleures ligues d'Europe. Elle regroupe en effet des clubs qui figurent parmi les meilleurs de l'Euroligue comme le FC Barcelone, le Real Madrid, Saski Baskonia, Valence BC, BC Málaga et la Joventut Badalone. Mais ces grosses équipes ne sont pas à l'abri de défaites face aux autres équipes, le championnat étant plutôt homogène.
Mais c'est également la ligue européenne qui possède les meilleures structures : des salles dont la capacité moyenne dépasse les 7 500 places ainsi qu'une excellente couverture médiatique.

## Historique
La Liga ACB a été créée en 1983. Elle succède à la Ligue espagnole de basket qui était organisée par la Fédération d'Espagne de basket-ball.

## Règlement
La liga ACB compte dix huit équipes. La première phase de la compétition se déroule sous la forme d'un championnat avec match aller-retour. Les huit meilleures équipes disputent ensuite les play-offs. Ceux-ci sont disputés au meilleur des cinq rencontres. La finale se déroule sous la même formule.
Deux clubs sont rétrogradés en Liga española de baloncesto, ou LEB, et remplacés par deux équipes : le champion de la phase régulière, la seconde équipe étant désignée au terme d'un play-off disputé par huit équipes. 

## Palmarès
Depuis les débuts de la Liga ACB en 1983-1984, seuls sept clubs ont réussi à remporter le titre : le FC Barcelone qui remporte le titre à dix-sept reprises, le Real Madrid détenteur de seize titres, Saski Baskonia avec quatre titres, Joventut Badalone avec deux titres. Trois clubs remportent le titre une fois, Bàsquet Manresa, BC Málaga et Valence BC.
Seuls trois autres clubs ont réussi à se qualifier pour la finale : CBD Bilbao, CDB Séville et Estudiantes Madrid.

### Historique
| Saison    | Vainqueur         | Finaliste          | Score |
| --------- | ----------------- | ------------------ | ----- |
| 1983-1984 | Real Madrid       | FC Barcelone       | 2-1   |
| 1984-1985 | Real Madrid       | Joventut Badalone  | 2-1   |
| 1985-1986 | Real Madrid       | FC Barcelone       | 2-0   |
| 1986-1987 | FC Barcelone      | Joventut Badalone  | 3-1   |
| 1987-1988 | FC Barcelone      | Real Madrid        | 3-2   |
| 1988-1989 | FC Barcelone      | Real Madrid        | 3-2   |
| 1989-1990 | FC Barcelone      | Joventut Badalone  | 3-0   |
| 1990-1991 | Joventut Badalone | FC Barcelone       | 3-1   |
| 1991-1992 | Joventut Badalone | Real Madrid        | 3-2   |
| 1992-1993 | Real Madrid       | Joventut Badalone  | 3-2   |
| 1993-1994 | Real Madrid       | FC Barcelone       | 3-0   |
| 1994-1995 | FC Barcelone      | BC Málaga          | 3-2   |
| 1995-1996 | FC Barcelone      | CDB Séville        | 3-0   |
| 1996-1997 | FC Barcelone      | Real Madrid        | 3-2   |
| 1997-1998 | Bàsquet Manresa   | Saski Baskonia     | 3-1   |
| 1998-1999 | FC Barcelone      | CDB Séville        | 3-0   |
| 1999-2000 | Real Madrid       | FC Barcelone       | 3-2   |
| 2000-2001 | FC Barcelone      | Real Madrid        | 3-0   |
| 2001-2002 | Saski Baskonia    | BC Málaga          | 3-0   |
| 2002-2003 | FC Barcelone      | Valence BC         | 3-0   |
| 2003-2004 | FC Barcelone      | Estudiantes Madrid | 3-2   |
| 2004-2005 | Real Madrid       | Saski Baskonia     | 3-2   |
| 2005-2006 | BC Málaga         | Saski Baskonia     | 3-0   |
| 2006-2007 | Real Madrid       | FC Barcelone       | 3-1   |
| 2007-2008 | Saski Baskonia    | FC Barcelone       | 3-0   |
| 2008-2009 | FC Barcelone      | Saski Baskonia     | 3-1   |
| 2009-2010 | Saski Baskonia    | FC Barcelone       | 3-0   |
| 2010-2011 | FC Barcelone      | CBD Bilbao         | 3-0   |
| 2011-2012 | FC Barcelone      | Real Madrid        | 3-2   |
| 2012-2013 | Real Madrid       | FC Barcelone       | 3-2   |
| 2013-2014 | FC Barcelone      | Real Madrid        | 3-1   |
| 2014-2015 | Real Madrid       | FC Barcelone       | 3-0   |
| 2015-2016 | Real Madrid       | FC Barcelone       | 3-1   |
| 2016-2017 | Valence BC        | Real Madrid        | 3-1   |
| 2017-2018 | Real Madrid       | Saski Baskonia     | 3-1   |
| 2018-2019 | Real Madrid       | FC Barcelone       | 3-1   |
| 2019-2020 | Saski Baskonia    | FC Barcelone       | 1-0   |
| 2020-2021 | FC Barcelone      | Real Madrid        | 2-0   |
| 2021-2022 | Real Madrid       | FC Barcelone       | 3-1   |
| 2022-2023 | FC Barcelone      | Real Madrid        | 3-0   |
| 2023-2024 | Real Madrid       | UCAM Murcie        | 3-0   |
| 2024-2025 | Real Madrid       | Valence BC         | 3-0   |

### Tableau d'honneur
| Club              | Titres |
| ----------------- | ------ |
| FC Barcelone      | 17     |
| Real Madrid       | 16     |
| Saski Baskonia    | 4      |
| Joventut Badalone | 2      |
| Unicaja Málaga    | 1      |
| Bàsquet Manresa   | 1      |
| Valence BC        | 1      |

### Joueurs

#### MVP ACB et MVP des finales
Depuis la saison 1991-1992, un titre de MVP est désigné. Le premier lauréat est l'Américain Darryl Middleton, joueur qui détient également le plus grand nombre de fois ce trophée avec trois titres. Cinq joueurs reçoivent le trophée à deux reprises : Arvydas Sabonis, Luis Scola, Tanoka Beard, Felipe Reyes et Nikola Mirotić.
Un MVP des finales est également désigné depuis la finale de 1992. Un joueur remporte le trophée à trois reprises : Juan Carlos Navarro.
Seuls deux joueurs obtiennent ces deux titres de MVP lors de la même saison : Arvydas Sabonis en 1994 et Tiago Splitter en 2010.
| Saison    | MVP ACB               | MVP ACB                  | MVP Finale           | MVP Finale        |
| Saison    | Joueur                | club                     | Joueur               | club              |
| --------- | --------------------- | ------------------------ | -------------------- | ----------------- |
| 1990–1991 |                       |                          | Corny Thompson       | Joventut Badalone |
| 1991–1992 | Darryl Middleton      | CB Gérone                | Mike Smith           | Joventut Badalone |
| 1992–1993 | Darryl Middleton      | CDB Séville              | Arvydas Sabonis      | Real Madrid       |
| 1993–1994 | Arvydas Sabonis       | Real Madrid              | Arvydas Sabonis      | Real Madrid       |
| 1994–1995 | Arvydas Sabonis       | Real Madrid              | Michael Ansley       | BC Málaga         |
| 1995–1996 | Michael Anderson      | CDB Séville              | Xavi Fernández       | FC Barcelone      |
| 1996-1997 | Kenny Green           | Saski Baskonia           | Roberto Dueñas       | FC Barcelone      |
| 1997-1998 | Dejan Bodiroga        | Real Madrid              | Joan Creus           | Bàsquet Manresa   |
| 1998-1999 | Tanoka Beard          | Real Madrid              | Derrick Alston       | FC Barcelone      |
| 1999-2000 | Darryl Middleton      | CB Gérone                | Alberto Angulo       | Real Madrid       |
| 2000-2001 | Lou Roe               | Gijón Baloncesto         | Pau Gasol            | FC Barcelone      |
| 2001-2002 | Tanoka Beard          | Joventut Badalone        | Elmer Bennett        | Saski Baskonia    |
| 2002-2003 | Walter Herrmann       | Baloncesto Fuenlabrada   | Šarūnas Jasikevičius | FC Barcelone      |
| 2003-2004 | Andrés Nocioni        | Saski Baskonia           | Dejan Bodiroga       | FC Barcelone      |
| 2004-2005 | Luis Scola            | Saski Baskonia           | Louis Bullock        | Real Madrid       |
| 2005-2006 | Juan Carlos Navarro   | FC Barcelone             | Jorge Garbajosa      | BC Málaga         |
| 2006-2007 | Luis Scola            | Saski Baskonia           | Felipe Reyes         | Real Madrid       |
| 2007-2008 | Marc Gasol            | CB Gérone                | Pete Mickeal         | Saski Baskonia    |
| 2008-2009 | Felipe Reyes          | Real Madrid              | Juan Carlos Navarro  | FC Barcelone      |
| 2009-2010 | Tiago Splitter        | Saski Baskonia           | Tiago Splitter       | Saski Baskonia    |
| 2010-2011 | Fernando San Emeterio | Saski Baskonia           | Juan Carlos Navarro  | FC Barcelone      |
| 2011-2012 | Andy Panko            | San Sebastián Gipuzkoa   | Erazem Lorbek        | FC Barcelone      |
| 2012-2013 | Nikola Mirotić        | Real Madrid              | Felipe Reyes         | Real Madrid       |
| 2013-2014 | Justin Doellman       | Valence BC               | Juan Carlos Navarro  | FC Barcelone      |
| 2014-2015 | Felipe Reyes          | Real Madrid              | Sergio Llull         | Real Madrid       |
| 2015-2016 | Ioánnis Bouroúsis     | Saski Baskonia           | Sergio Llull         | Real Madrid       |
| 2016-2017 | Sergio Llull          | Real Madrid              | Bojan Dubljević      | Valence BC        |
| 2017-2018 | Luka Dončić           | Real Madrid              | Rudy Fernández       | Real Madrid       |
| 2018-2019 | Nicolás Laprovíttola  | Joventut Badalona        | Facundo Campazzo     | Real Madrid       |
| 2019-2020 | Nikola Mirotić        | FC Barcelone             | Luca Vildoza         | Saski Baskonia    |
| 2020-2021 | Giorgi Shermadini     | CB Canarias              | Nikola Mirotić       | FC Barcelone      |
| 2021-2022 | Džanan Musa           | Breogán Lugo             | Walter Tavares       | Real Madrid       |
| 2022-2023 | Giorgi Shermadini     | CB Canarias              | Nikola Mirotić       | FC Barcelone      |
| 2023-2024 | Facundo Campazzo      | Real Madrid              | Džanan Musa          | Real Madrid       |
| 2024-2025 | Marcelinho Huertas    | Club Baloncesto Canarias | Facundo Campazzo     | Real Madrid       |

#### Joueur révélation de l'ACB
Chaque année depuis la saison 2004-2005, l'ACB remet un prix au jeune joueur (moins de 22 ans) ayant le plus progressé durant la saison. Le prix s'appelle « Mejor Jugador Joven de la Liga ACB » depuis 2013, il s'appelait avant « Jugador Revelación de la ACB ».
| Saison    | Nom                 | Équipe                 |
| --------- | ------------------- | ---------------------- |
| 2004-2005 | Sergio Rodríguez    | Estudiantes Madrid     |
| 2005-2006 | Carlos Suárez       | Estudiantes Madrid     |
| 2006-2007 | Ricky Rubio         | Joventut Badalone      |
| 2007-2008 | Mirza Teletović     | Saski Baskonia         |
| 2008-2009 | Brad Oleson         | Baloncesto Fuenlabrada |
| 2009-2010 | Richard Hendrix     | CB Grenade             |
| 2010-2011 | Gustavo Ayón        | Baloncesto Fuenlabrada |
| 2011-2012 | Micah Downs         | Bàsquet Manresa        |
| 2012-2013 | Salah Mejri         | Obradoiro CAB          |
| 2013-2014 | Guillem Vives       | Joventut Badalone      |
| 2014-2015 | Dani Díez           | San Sebastián Gipuzkoa |
| 2015-2016 | Juancho Hernangómez | Estudiantes Madrid     |
| 2016-2017 | Luka Dončić         | Real Madrid            |
| 2017-2018 | Luka Dončić         | Real Madrid            |
| 2018-2019 | Carlos Alocén       | Basket Saragosse 2002  |
| 2019-2020 | Carlos Alocén       | Basket Saragosse 2002  |
| 2020-2021 | Usman Garuba        | Real Madrid            |
| 2021-2022 | Joel Parra          | Joventut Badalone      |
| 2022-2023 | Jean Montero (en)   | Betis Séville          |
| 2023-2024 | Jean Montero (en)   | BC Andorre             |
| 2024-2025 | Jean Montero (en)   | Valence                |

#### Records
Juan Antonio San Epifanio, dit « Epi » est le détenteur de la meilleure performance individuelle aux points avec 54 réalisés lors de la vingt-huitième journée de la saison 1983-1984. L'Américain Jacob Pullen (FC Barcelone) est le joueur ayant réussi le plus de tirs à trois points lors d'une rencontre avec 12 (sur 15 tirs) le 8 mars 2014, battant ainsi le record que détenait le Brésilien Oscar Schmidt depuis 1994. Jeff Lamp est le joueur ayant réussi le plus de lancers francs avec 29 en 1991.
Clarence Kea capte le plus grand nombre de rebonds sur une rencontre avec 29 en 1991, Arvydas Sabonis détenant la meilleure performance en rebond défensif avec 24, performance qu'il réalise à deux reprises lors de la saison 1994-1995. La meilleure performance en rebond offensif est de 13 rebonds captés, performance réalisée par Bernard Hopkins, Felipe Reyes et Salvador Guardia.
Joaquim Costa est le joueur qui réussit le plus grand nombre de passes décisives avec 19 en 1990-1991.
Fran Vázquez détient la meilleure performance au contre avec 12 réalisés lors de la saison 2006-2007. Au niveau des interceptions, la meilleure marque est détenue par Lance Berwald avec 13.
Felipe Reyes, joueur toujours en activité, est le joueur ayant disputé le plus de matchs de Liga ACB avec 757. Il est toutefois distancé par Joan Creus et Alberto Herreros au nombre de minutes disputées.
Alberto Herreros est le plus grand marqueur de l'histoire de la ligue avec 9 759 points, soit une moyenne de 14,92, devant Jordi Villacampa avec 8 991 et 17,77 et Brian Jackson avec 8 651 et 22,07. Herreros est également le joueur le plus prolifique à trois points avec 1 233 tirs réussis, soit une moyenne de 1,89 devant Juan Carlos Navarro et Velimir Perasović.
Granger Hall est le meilleur rebondeur de la ligue avec 4 292 rebonds, soit une moyenne de 9,91 prises par match. Il devance Carlos Jiménez et Felipe Reyes.
Pablo Laso détient le record de passes décisives avec 2 896, 4,64 par rencontre
.

## Principales salles
Une des conditions pour pouvoir accéder à la Liga ACB est l'obligation pour le club d'évoluer dans une salle de plus de 5 000 places.
| Salle                                    | Capacité | Ville      |
| ---------------------------------------- | -------- | ---------- |
| Palacio Vistalegre                       | 15 000   | Madrid     |
| Pavelló Olímpic de Badalona              | 12 500   | Badalone   |
| Martin Carpena                           | 10 500   | Malaga     |
| Fernando Buesa Arena                     | 15 504   | Gasteiz    |
| Fuente San Luis                          | 9 000    | Valence    |
| Palau Blaugrana                          | 8 500    | Barcelone  |
| Palacio Municipal de Deportes de Granada | 7 250    | Grenade    |
| Palacio de Deportes de Sevilla           | 7 926    | Séville    |
| Palacio de Deportes                      | 7 454    | Murcie     |
| Polideportivo Pisuerga                   | 6 300    | Valladolid |